# رينيه باسيه
رينيه باسِّيه (بالفرنسية: René Basset)‏ René Basset ( 1271 - 1342 ه‍ / 1855 - 1924 م ) هو مستشرق فرنسي. من أعضاء المجمع العلمي العربي.
من آثاره: «الشعر العربي قبل الإسلام» (باريس 1880 م). كما اشترك في اللجنة الأولى التي أصدرت دائرة المعارف الإسلامية.